# أقشين عليزاده
أقشين عليقولو أوغلو عليزاده - (بالأذرية: Aqşin Əlizadə) هو ملحن أذربيجاني، فنان الشعب جمهورية أذربيجان الاشتراكية السوفيتية(1987)، بروفيسور، حائز على جائزة الدولة لجمهورية أذربيجان الاشتراكية السوفيتية (1978).

## حياته
ولد أقشين عليزاده في 22 مايو، عام 1937, في عاصمة باكو.
 تخرج من أكاديمية باكو للموسيقى من صف ملحن أذربيجاني المعروف جودات حجييف.
توفي أقشين عليقولو أوغلو عليزاده في 3 مايو، عام 2014.

أقشين عليزاده هو ابن بيكا هانم لإخت بطل الاتحاد السوفيتي مهدي حسين زاده.

## نشاته
قدم أقشين عليزادة مساهمة كبيرة في تطوير الباليه الأذربيجاني. يعتبر عليزادة مؤأسس الباليه الملحمي البطولي الأولى في أذربيجان "باباك"، أسست في 1979 على قصيدة إليا سيليوينسكو (عرض أول في 1986).
الباليه التالي «رحلة إلى قوقاز» مما يعكس أحداث التاريخ الأذربيجاني وصورة الشاعرة خورشيدبانو ناتافان.
حصل أقشين عليزادة على وسام وسام «شهرة» في 1997، ووسام "شرف" في 2012.

## جوائزه
- جائزة الدولة جمهورية أذربيجان الاشتراكية السوفيتية - 1978
- تكريم الفنان في جمهورية أذربيجان الاشتراكية السوفيتية - 1982
- فنان الشعب في جمهورية أذربيجان الاشتراكية السوفيتية - 1987
- وسام «شهرة» - 1997
- وسام "شرف" - 2012

## روابط خارجية
- أقشين عليزاده على موقع IMDb (الإنجليزية)
- أقشين عليزاده على موقع ديسكوغز (الإنجليزية)